# Abdi Mohamoud Omar
Abdi Mohamoud Omar (somali:  Cabdi Maxamuud Cumar), também conhecido como Abdi Ilay (somali:  Cabdi Ilay), é um político etíope que atuou como presidente da Região Somali na Etiópia de 2010 a 2018 e foi membro do partido regional governante, o Partido Democrático do Povo Somali da Etiópia. No entanto, ele foi removido de suas posições e preso alguns meses depois que Abiy Ahmed assumiu o cargo de primeiro-ministro.

## Demissão e acusações criminais
Em 6 de agosto de 2018, Abdi Mohamoud Omar demitiu-se do cargo de presidente da Região Somali, na sequência da remoção forçada inconstitucional e da violência que eclodiu na capital regional, Jigjiga, em 4 de agosto.  Ele foi substituído como presidente por Mustafa Muhummed Omer. Em 27 de agosto, foi relatado que Abdi havia sido preso pelas forças federais e acusado de crimes.
Em 30 de janeiro de 2019, Abdi foi adicionalmente acusado de tentativa de incitação à violência e "derrubar a ordem constitucional", mas foi mantido sob custódia sem ser acusado. Em 6 de fevereiro, ele se declarou inocente  das acusações.
Em 14 de março de 2024, Abdi Mohamoud Omar foi libertado incondicionalmente da prisão após cumprir pena de 6 anos de prisão. 